# Guillermo Eugenio Snopek
Guillermo Eugenio Snopek (n. en San Salvador de Jujuy en 1947 - Yala, 23 de febrero de 1996) fue un abogado y político argentino que ejerció como Gobernador de la Provincia de Jujuy desde diciembre de 1995, hasta su fallecimiento, dos meses más tarde.

## Biografía
Era hijo de Guillermo Snopek, un prestigioso jurista nacido en San Miguel de Tucumán que ejerció brevemente el cargo de vicegobernador de la Provincia de Jujuy en el año 1966.
Se recibió de abogado y desde su juventud estuvo afiliado al Partido Justicialista. Durante la última dictadura militar defendió a los mineros de la zona minera de El Aguilar, causa por la que fue arrestado.
Fue secretario General de la Gobernación durante la gestión como gobernador de su tío Carlos Snopek y fue elegido diputado provincial durante tres períodos consecutivos, entre 1983 y 1992. Fue vicepresidente de la legislatura y ejerció interinamente el gobierno provincial en cuatro oportunidades, en los años 1989 y 1990.
En 1991 fue candidato a gobernador de la provincia, pero fue derrotado por el otro candidato juticialista, Roberto Domínguez. Al año siguiente fue elegido Senador nacional, reemplazando en su banca a su tío Carlos Snopek, que había fallecido en un accidente automovilístico.
El 1 de octubre de 1995 fue elegido gobernador de la Provincia de Jujuy, cargo que asumió el 10 de diciembre. Su mandato resultó efímero, ya que falleció el 24 de febrero de 1996, tras 76 días de gestión, al colisionar el automóvil que conducía con un caballo, en las inmediaciones de Yala.
Su hijo Guillermo Eugenio Mario fue diputado provincial y actualmente es Senador Nacional.